# Mizan Zainal Abidin van Terengganu
Duli Yang Maha Mulia Al-Wathiqu Billah Tuanku Sultan Mizan Zainal Abidin Ibni Al-Marhum Sultan Mahmud Al-Muktafi Billah Shah (Kuala Terengganu, 22 januari 1962) is de 16e sultan van de Maleisische staat Terengganu, en was de 13e Yang di-Pertuan Agong, het constitutionele staatshoofd van Maleisië.

## Vroege leven
Tuanku Mizan werd op 22 januari 1962 geboren te Istana Al-Muktafi in Kuala Terengganu, als oudste zoon van sultan Mahmud Al-Muktafi Billah en diens tweede vrouw, Sharifa Nong Fatima.
Tuanku Mizan ging naar de Sultan Sulaiman basisschool en de Sultan Sulaiman middelbare school te Kuala Terengganu. Vervolgens studeerde hij aan de Geelong Grammar School te Geelong, Australië. In 1988 haalde hij zijn Bachelor of Arts in International Relations Mizan aan het U.S. International University-Europe (tegenwoordig Alliant International University) in Londen.
Tuanku Mizan nam deel aan een militaire cursus aan de Army School of Languages van 1982 tot 1983 en later aan de Royal Military Academy Sandhurst in Engeland, waar hij de cursus voor Cadet Officer afrondde op 9 december 1983. Mizan kreeg de rang van ere-luitenant in 1984 en diende bij de koninklijke cavalerie.

## Vroege carrière
Op 15 september 1981 werd Tuanku Mizan aangesteld als Assistant Land Levy Collector, waarna hij ongeveer een jaar werkte aan het District Land Office in Kuala Terengganu. In 1988 werd hij aangesteld als State Administrative Officer bij de State Economic Planning Unit (UPEN) in Wisma Darul Iman, Kuala Terengganu.

## Sultan
Op 6 november 1979 werd Mizan aangesteld als kroonprins. Van 20 oktober 1990 tot 8 november 1990 trad hij op als tijdelijk plaatsvervangend sultan van Terengganu.
Van 1991 tot 1995, was Mizan president van de Raad voor Islamitische en Maleisische Cultuur van Terengganu. Mizan diende verder als een ere-kolonel in het leger.
Na de dood van zijn vader, sultan Mahmud, werd hij op 15 mei 1998 sultan van Terengganu. Op 4 maart 1999 volgde de officiële kroning als 16e sultan van Terengganu.

## Deputy Yang di-Pertuan Agong
Op 26 april 1999 werd Mizan aangesteld als deputy Yang di-Pertuan Agong, vice-koning van Maleisië, nadat sultan Salahuddin Abdul Aziz Shah, de sultan van Selangor, was verkozen als 11e Yang di-Pertuan Agong. Na de dood van Salahuddin werd Mizan plaatsvervangend Yang di-Pertuan Agong op 21 november 2001.
Op 13 december 2001 werd Mizan wederom deputy Yang di-Pertuan Agong nadat de conferentie van heersers sultan Sirajuddin van Perlis aanstelde als de 12e Yang di-Pertuan Agong.
Van 2001 tot 2006 diende Mizan verder als de first chancellor van de Universiti Malaysia Terengganu.

## Yang di-Pertuan Agong
Op 3 november 2006 werd Mizan door de conferentie van heersers verkozen als 13e Yang di-Pertuan Agong, de koning van Maleisië, met ingang van 13 december 2006. De conferentie van heersers stelde sultan Abdul Halim van Kedah aan als deputy Yang di-Pertuan Agong. Aanstellingen door de conferentie volgen een systeem waarbij de negen Maleisische heersers om de beurt Yang di-Pertuan Agong zijn voor vijf jaar.
Op 26 april 2007 werd Mizan formeel aangesteld als koning.
Mizan, 44, is de op twee na jongste Yang di-Pertuan Agong na Tuanku Syed Putra van Perlis en Tuanku Abdul Halim van Keda die verkozen werden op 40- en 43-jarige leeftijd respectievelijk. Hij is verder de eerste koning die geboren werd na de onafhankelijkheid van Maleisië.

## Familie
Mizan trouwde met Sultanah Nur Zahirah op 28 januari 1996 in Kuala Terengganu. Ze hebben twee zonen en twee dochters. Princes Tengku Nadhirah Zaharah (18 december 1996), prins Tengku Muhammad Ismail (1 maart 1998), prins Tengku Muhammad Mu'az (22 december 2000) en princes Tengku Fatimatuz Zahra' (19 april 2002).
Omdat volgens de wet een koning niet tegelijk regerend sultan kan zijn stelde Mizan zijn oudste zoon Tengku Muhammad Ismail op achtjarige leeftijd aan regent in 2006. Omdat de prins zo jong is, is een aadviesraad van de regent aangesteld, bestaande uit drie leden. De raad wordt aangevoerd door Raja Tengku Baderulzaman, de jongere broer van Mizan. De andere leden zijn de oom van Mizan, Tengku Sri Laksamana Raja Tengku Sulaiman Ismail en de voormalige nationale hoge raad rechter Dato' Haji Abdul Kadir Sulaiman.

## Sport
Sultan Mizan houdt zich onder andere bezig met voetbal, golf, taekwondo en duiksport. De Global Taekwondo Federation heeft Mizan een ere 7e dan zwarte band gegeven als erkenning voor zijn bijdrage aan de sport.